# Souvigny
Pour les articles homonymes, voir Souvigny (homonymie).
Souvigny est une commune française située dans le département de l'Allier en région Auvergne-Rhône-Alpes. Située au cœur du Bourbonnais, la ville est le berceau de la famille des Bourbons, et fut une ville importante de la seigneurie de Bourbon.
La ville est traversée par la Queune et son affluent le Ris Malnoce.
Aujourd'hui bureau centralisateur de canton de l'Allier, Souvigny conserve un patrimoine exceptionnel lié à sa filiation à la puissante abbaye de Cluny : le plus lointain ancêtre connu des Bourbons (Aymar, viguier de Deneuvre), avait fait don de terres à l'abbaye de Cluny et cet ordre y avait bâti un de ses principaux prieurés ; et à la présence de la nécropole des ducs de Bourbons.
Les musées et jardins et leurs expositions annuelles, ainsi que les visites de l'église qui y sont organisées, permettent aux visiteurs de redécouvrir son histoire avec sa pièce maîtresse, la colonne du Zodiaque (XIIe siècle). Depuis quelques années, le tourisme vert en pays de Souvigny se développe ; les passionnés d'églises romanes ou gothiques, de châteaux et de randonnées profitent de son bocage préservé.
Outre les gisants des derniers ducs de Bourbon, l'église prieurale, plus vaste édifice religieux du département de l'Allier, conserve les reliques de plusieurs saints parmi lesquelles celles de deux abbés de Cluny morts à Souvigny : Mayeul, 4e abbé (mort en 994), et Odilon son successeur (mort en 1049). Les sondages et les fouilles archéologiques de novembre 2001 et janvier 2002 ont mis au jour leurs sépultures oubliées depuis les violentes déprédations de la Révolution. Des fresques redécouvertes sous un enduit de chaux, datant du duc Louis II de Bourbon ont récemment été mises au jour. Elles sont très proches dans leur style de celles de la chapelle souterraine de l'église de Saint-Bonnet-le-Château, en Forez.
L'orgue historique de François-Henri Clicquot, facteur d'orgue du roi Louis XVI, est la dernière adjonction à l'église (1783 - classé M.H.).

## Géographie

### Localisation
Souvigny se trouve au nord du département de l'Allier, au cœur du Bocage bourbonnais, entre Nevers (62 km au nord par la route) et Clermont-Ferrand (103 km au sud).
Ce bureau centralisateur de canton est situé à la pointe sud du « triangle des Bourbons », à équidistance de la cité thermale de Bourbon-l'Archambault (14 km à l'ouest-nord-ouest) et la préfecture-capitale du département de l'Allier, Moulins (13 km à l'est-nord-est).

### Communes limitrophes
Neuf communes sont limitrophes de Souvigny ; celles-ci figurent ci-dessous en tenant compte des limites administratives.
| Autry-Issards   | Saint-Menoux | Marigny              |
| Meillers        | Souvigny     | Coulandon Bressolles |
| Noyant-d'Allier | Cressanges   | Besson               |

### Hydrographie
La commune est traversée par la Queune.

### Voies de communication et transports

#### Voies routières
Le territoire communal est traversé par la route départementale 945 (ancienne route nationale 145) reliant Montluçon à Moulins, ainsi que les RD 73 vers Meillers (puis la RD 11 vers Cosne-d'Allier), routes principales.
La RD 253 (ancienne route nationale 153) venant de Saint-Menoux et la RD 34 (vers (Besson) constituent les axes secondaires.
Les départementales 104 (vers Autry-Issards), 134, 137 (à la limite sud), 138 (vers Marigny), 233 (vers Cressanges) et 533 (vers Besson) complètent le maillage routier communal.

#### Transport ferroviaire
Souvigny possède une gare sur la ligne de Montluçon à Moulins. Elle est fermée aux voyageurs.

### Climat
Pour des articles plus généraux, voir Climat d'Auvergne-Rhône-Alpes et Climat de l'Allier.
En 2010, le climat de la commune est de type climat océanique dégradé des plaines du Centre et du Nord, selon une étude du CNRS s'appuyant sur une série de données couvrant la période 1971-2000. En 2020, Météo-France publie une typologie des climats de la France métropolitaine dans laquelle la commune est exposée à un climat océanique altéré et est dans la région climatique Centre et contreforts nord du Massif Central, caractérisée par un air sec en été et un bon ensoleillement.
Pour la période 1971-2000, la température annuelle moyenne est de 11,4 °C, avec une amplitude thermique annuelle de 16,3 °C. Le cumul annuel moyen de précipitations est de 739 mm, avec 11,2 jours de précipitations en janvier et 7,2 jours en juillet. Pour la période 1991-2020, la température moyenne annuelle observée sur la station météorologique de Météo-France la plus proche, « Bourbon_sapc », sur la commune de Bourbon-l'Archambault à 12 km à vol d'oiseau, est de 11,9 °C et le cumul annuel moyen de précipitations est de 777,2 mm,. Pour l'avenir, les paramètres climatiques de la commune estimés pour 2050 selon différents scénarios d'émission de gaz à effet de serre sont consultables sur un site dédié publié par Météo-France en novembre 2022.

## Urbanisme

### Typologie
Au 1er janvier 2024, Souvigny est catégorisée bourg rural, selon la nouvelle grille communale de densité à 7 niveaux définie par l'Insee en 2022.
Elle est située hors unité urbaine. Par ailleurs la commune fait partie de l'aire d'attraction de Moulins, dont elle est une commune de la couronne,. Cette aire, qui regroupe 64 communes, est catégorisée dans les aires de 50 000 à moins de 200 000 habitants,.

### Occupation des sols

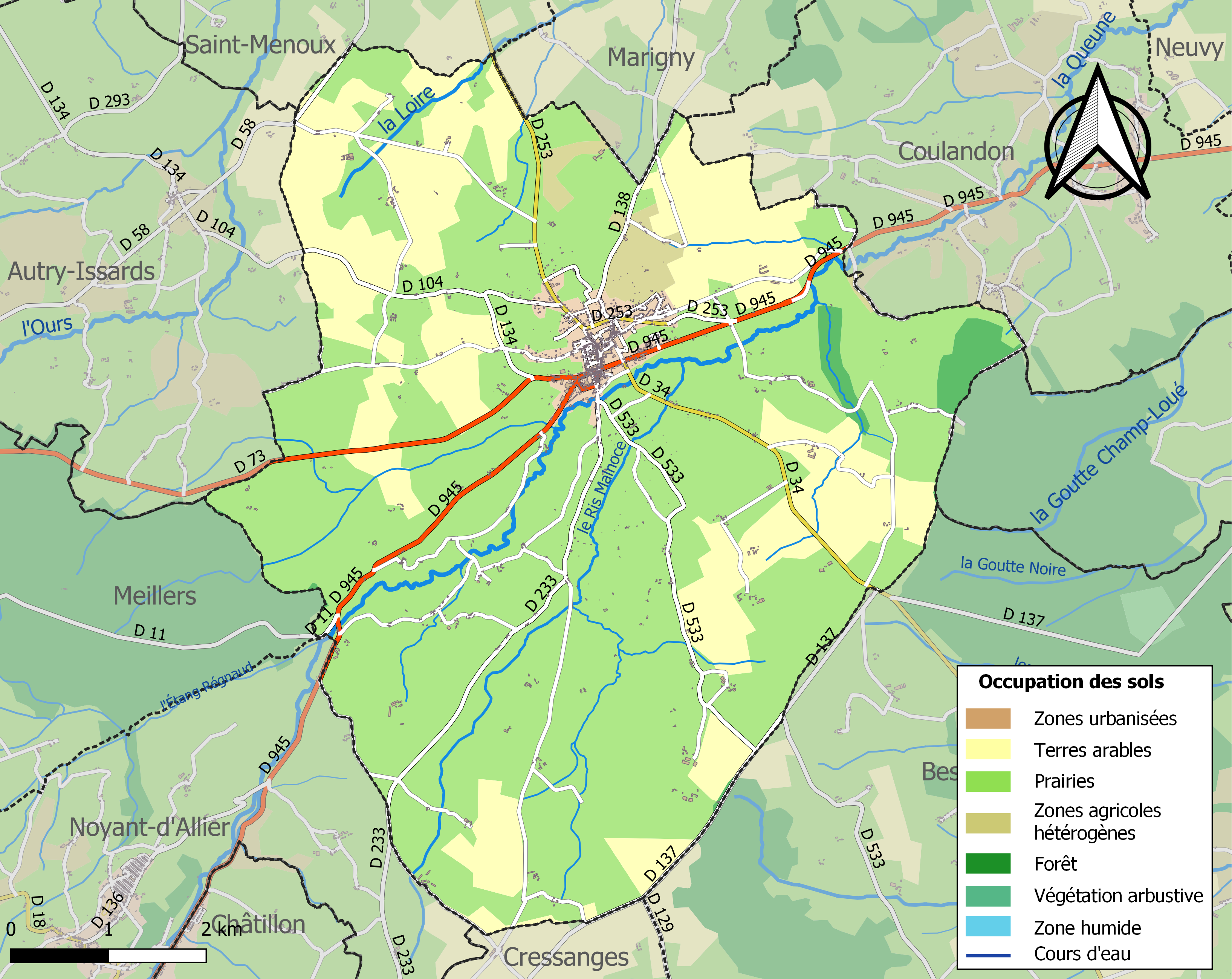
Carte des infrastructures et de l'occupation des sols de la commune en 2018 (CLC).

L'occupation des sols de la commune, telle qu'elle ressort de la base de données européenne d’occupation biophysique des sols Corine Land Cover (CLC), est marquée par l'importance des territoires agricoles (95,9 % en 2018), une proportion sensiblement équivalente à celle de 1990 (96,4 %). La répartition détaillée en 2018 est la suivante :
prairies (70,4 %), terres arables (23,8 %), zones urbanisées (2,4 %), zones agricoles hétérogènes (1,7 %), forêts (1,7 %).
L'IGN met par ailleurs à disposition un outil en ligne permettant de comparer l’évolution dans le temps de l’occupation des sols de la commune (ou de territoires à des échelles différentes). Plusieurs époques sont accessibles sous forme de cartes ou photos aériennes : la carte de Cassini (XVIIIe siècle), la carte d'état-major (1820-1866) et la période actuelle (1950 à aujourd'hui).

## Toponymie
Souvigny vient du nom gallo-romain de la ville (nom + suffixe gaulois acos), Silviniacum, nom qui a donné le nom des habitants, les silviniacois (mais qui sont plus couramment appelés souvignyssois).

## Histoire
L'histoire de Souvigny est étroitement liée à celle de la puissante abbaye de Cluny. En 916, Aimar, premier ancêtre connu des Bourbons, fait don à l’abbé Bernon de l’église de Souvigny, consacrée à saint Pierre. Grâce à cette donation, Souvigny devient « fille aînée » de Cluny. La ville ne cessera d’accroître son influence sur le Bourbonnais et deviendra un centre de pèlerinage très fréquenté au Moyen Âge, deux grands abbés de Cluny devenus saints sont enterrés à Souvigny : saint Mayeul et saint Odilon. Souvigny est aussi à cette époque la capitale spirituelle des Bourbons. La puissance des Bourbons et le rayonnement de Souvigny vont se développer conjointement, permettant la construction en Bourbonnais de nombreux prieurés et églises romanes.
Le 19 septembre 2015, la Maison de Bourbon y célèbre le onzième centenaire de sa fondation. Plus de 450 personnes sont alors présentes, parmi lesquelles le prince Louis de Bourbon et nombre de Bourbons issus des branches d'Espagne, de Sicile et du Luxembourg.

## Politique et administration
Le conseil municipal, réuni le 28 mai 2020 pour élire le nouveau maire (Michel Barbarin), a désigné cinq adjoints.
| Période                                  | Période                   | Identité             | Étiquette | Qualité                        |
| ---------------------------------------- | ------------------------- | -------------------- | --------- | ------------------------------ |
| Les données manquantes sont à compléter. |                           |                      |           |                                |
| avant 1988                               | 2001                      | Georges Fleury       | UDF       | Conseiller général (1992-1998) |
| 2001                                     | 2008                      | Jean-Claude Albucher | DVD       |                                |
| 2008                                     | 2014                      | Christian Soteau     |           |                                |
| 2014                                     | 28 mai 2020               | Jean-Claude Albucher | DVD       |                                |
| 28 mai 2020                              | En cours (au 29 mai 2020) | Michel Barbarin      | LREM      |                                |

## Population et société

### Démographie
L'évolution du nombre d'habitants est connue à travers les recensements de la population effectués dans la commune depuis 1793. Pour les communes de moins de 10 000 habitants, une enquête de recensement portant sur toute la population est réalisée tous les cinq ans, les populations de référence des années intermédiaires étant quant à elles estimées par interpolation ou extrapolation. Pour la commune, le premier recensement exhaustif entrant dans le cadre du nouveau dispositif a été réalisé en 2004.

En 2022, la commune comptait 1 717 habitants, en évolution de −7,98 % par rapport à 2016 (Allier : −1,38 %, France hors Mayotte : +2,11 %).
| 1793  | 1800  | 1806  | 1821  | 1831  | 1836  | 1841  | 1846  | 1851  |
| ----- | ----- | ----- | ----- | ----- | ----- | ----- | ----- | ----- |
| 2 900 | 2 436 | 2 444 | 2 420 | 2 691 | 2 777 | 2 850 | 2 972 | 3 052 |

| 1856  | 1861  | 1866  | 1872  | 1876  | 1881  | 1886  | 1891  | 1896  |
| ----- | ----- | ----- | ----- | ----- | ----- | ----- | ----- | ----- |
| 2 803 | 2 805 | 3 017 | 2 951 | 2 927 | 3 373 | 3 315 | 3 291 | 3 131 |

| 1901  | 1906  | 1911  | 1921  | 1926  | 1931  | 1936  | 1946  | 1954  |
| ----- | ----- | ----- | ----- | ----- | ----- | ----- | ----- | ----- |
| 3 068 | 3 078 | 2 878 | 2 547 | 2 623 | 2 545 | 2 315 | 2 227 | 2 241 |

| 1962  | 1968  | 1975  | 1982  | 1990  | 1999  | 2004  | 2006  | 2009  |
| ----- | ----- | ----- | ----- | ----- | ----- | ----- | ----- | ----- |
| 2 259 | 2 212 | 2 119 | 1 929 | 2 024 | 1 952 | 1 980 | 1 958 | 1 935 |

| 2014  | 2019  | 2022  | - | - | - | - | - | - |
| ----- | ----- | ----- | - | - | - | - | - | - |
| 1 865 | 1 747 | 1 717 | - | - | - | - | - | - |

### Enseignement
Souvigny dépend de l'académie de Clermont-Ferrand. Elle gère l'école maternelle publique du Val de Queune, ainsi que l'école élémentaire publique commandant Cousteau. Il existe aussi une école élémentaire privée (Saint-Mayeul – Saint-Odilon).
Hors dérogations à la carte scolaire, les collégiens se rendent au collège Anne-de-Beaujeu à Moulins et les lycéens dans les établissements de Moulins et Yzeure.

## Économie
Souvigny est un village agricole (élevage de charolaise surtout), mais possède quelques petites entreprises (carrière de granit, BTP) et commerces, ainsi que des artisans d'art (peintres, sculpteur de pierre, céramiste…).
Souvigny est le siège de la dernière laverie de laine de mouton de France.
Une importante verrerie a existé pendant deux siècles à Souvigny, de 1775 à 1979.

## Culture locale et patrimoine

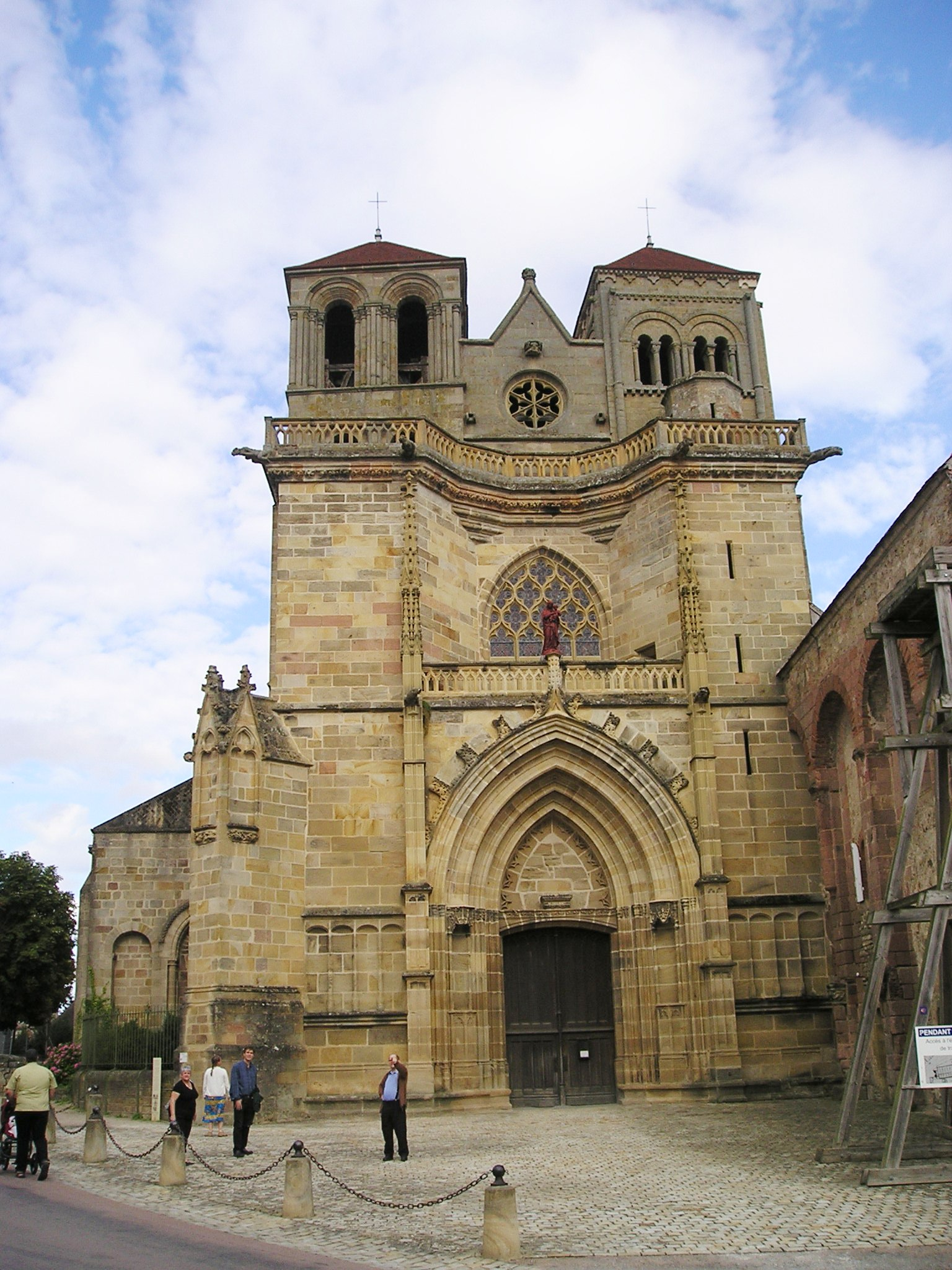
Prieurale Saint-Pierre-et-Saint-Paul de Souvigny.

### Lieux et monuments

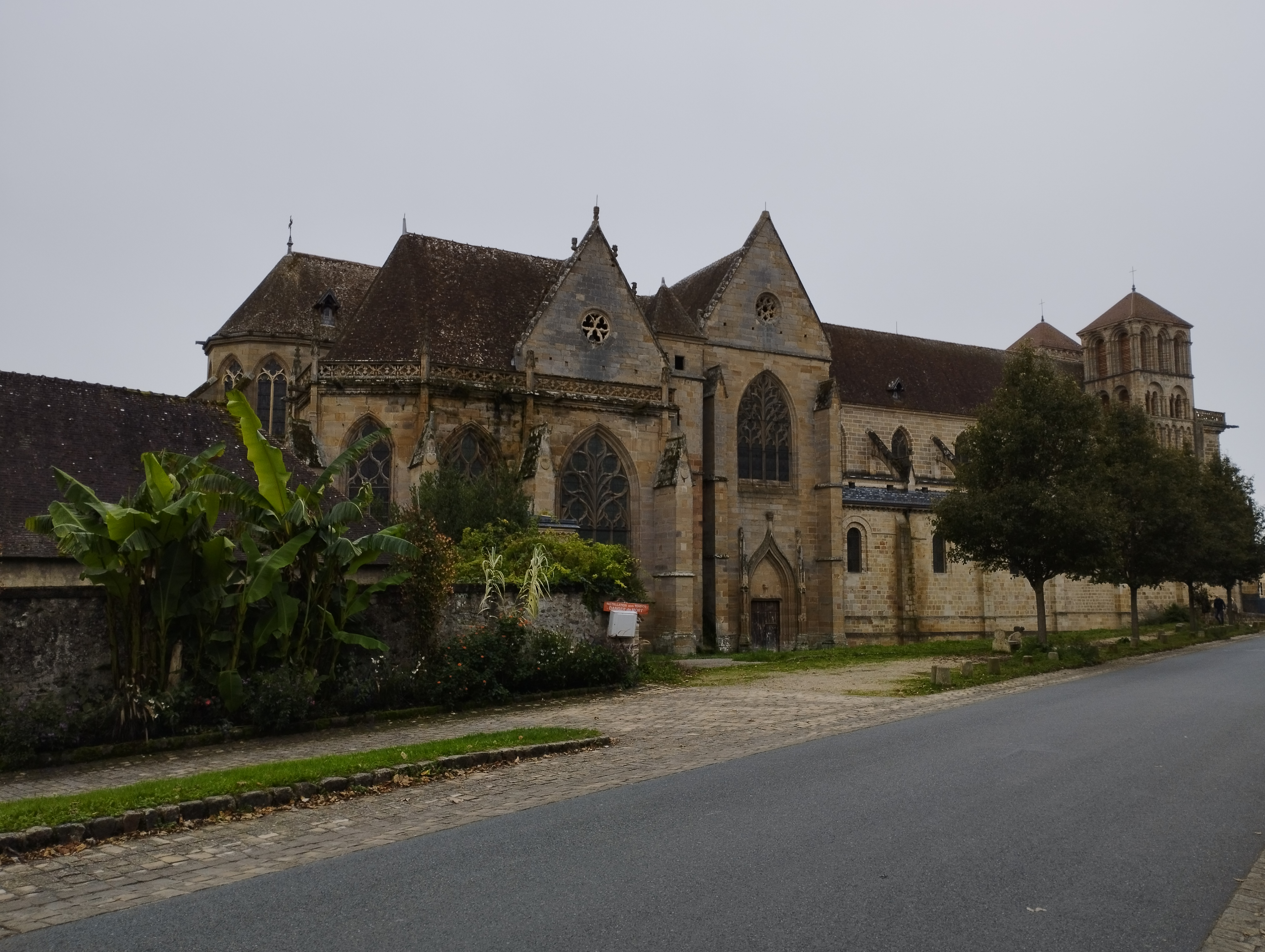
Prieurale Saint-Pierre-et-Saint-Paul de Souvigny - Vue de côté

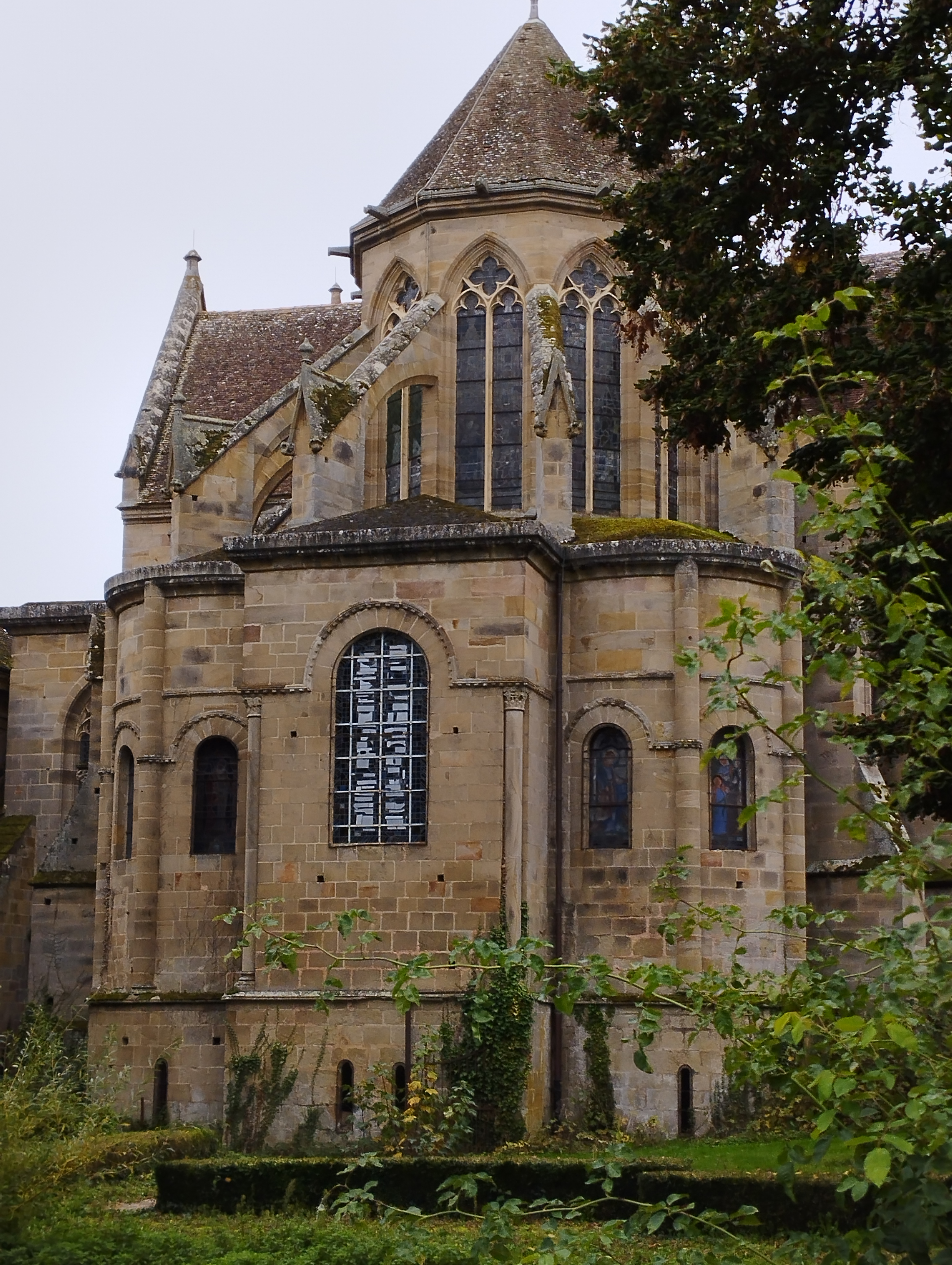
Prieurale Saint-Pierre-et-Saint-Paul de Souvigny - Vue depuis le jardin

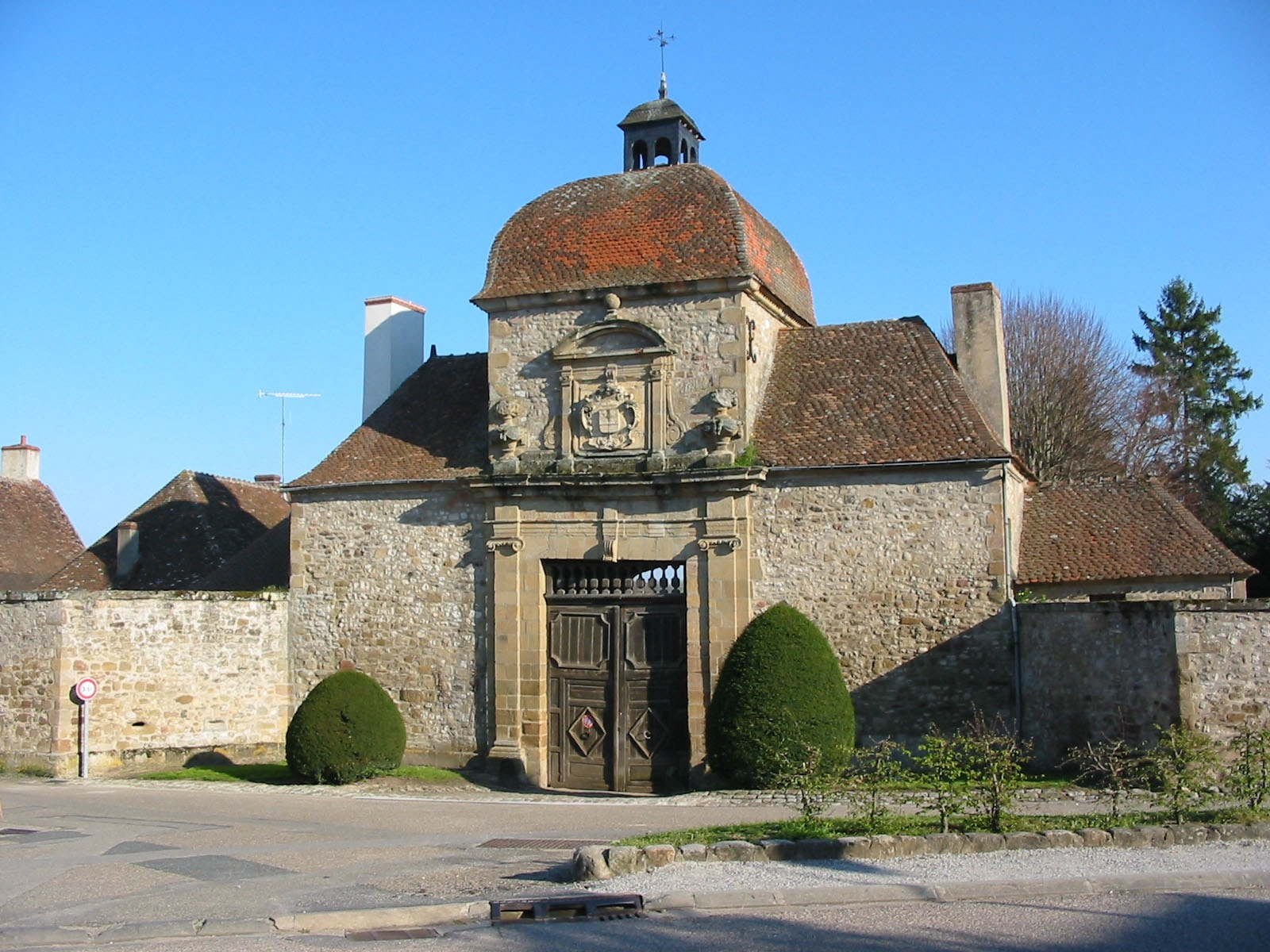
Porterie.

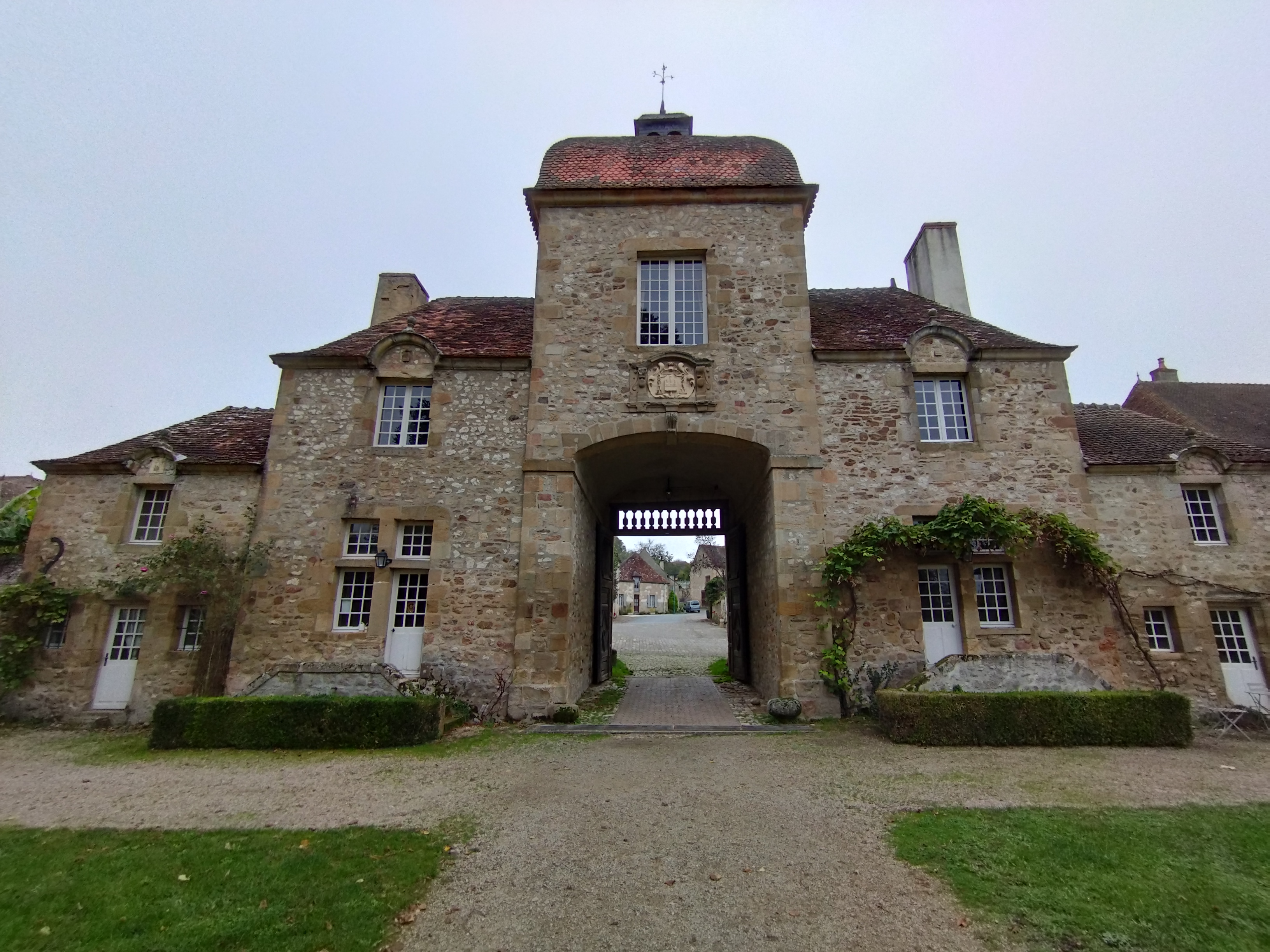
Porche de l'Abbaye - Souvigny

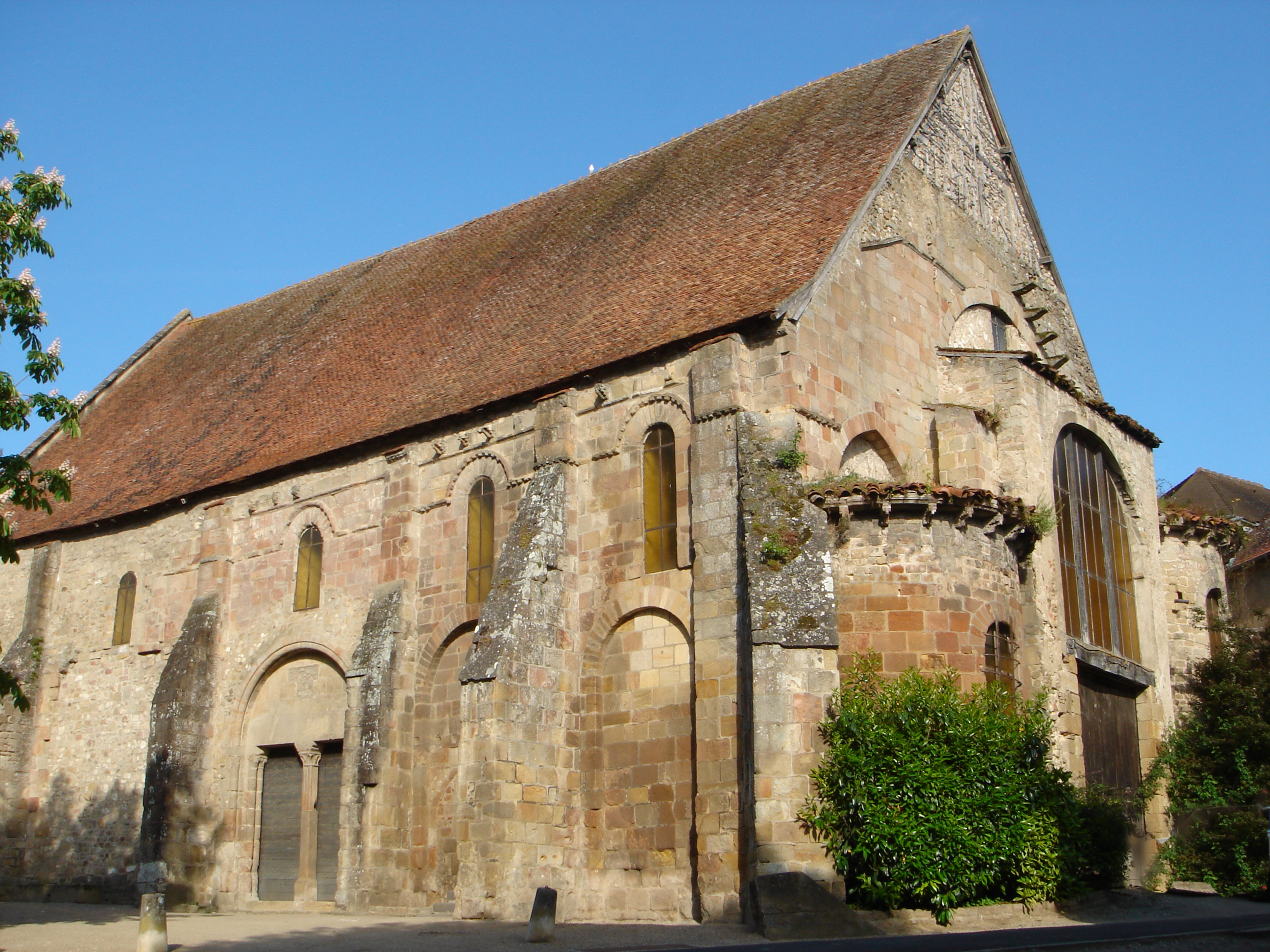
Église Saint-Marc.

- Prieuré Saint-Pierre-et-Saint-Paul de Souvigny, sanctuaire de la paix depuis 2017. Aux XVe et XVIe siècles les ducs de Bourbon se faisaient enterrer dans la prieurale[32].
- Monastère des cordeliers de Champaigue.
- Ancienne église Saint-Marc, XIIe siècle, classée monument historique en 1840.
- Maison des Voûtes.
- Les nombreuses églises romanes du pays de Souvigny, toutes classées aux Monuments historiques.
- Musée municipal de Souvigny[33],[34], exposant notamment la célèbre Colonne du Zodiaque ainsi qu'un fac-similé de la Bible de Souvigny.
- Château de Souvigny près de l'église Saint-Marc. Reste d'un château des ducs de Bourbons[32].
- Plusieurs châteaux ou belles demeures classés : les Chaulets, la Matray, Chéry, Montaret à 3 km à l'ouest (parties XIIIe siècle ?[32]), la Viveyre, Embourg…

### Personnalités liées à la commune
- Mayeul de Cluny (910-994), quatrième abbé de Cluny, décédé à Souvigny.
- Odilon de Cluny (962-1048), cinquième abbé de Cluny, décédé lui aussi à Souvigny. Connu notamment pour avoir instauré la « paix de Dieu ».
- Jean de Mille ou Jean Mille(s) de Souvigny, magistrat et jurisconsulte, né à Souvigny ou dans les parages ; il a été bailli de la justice seigneuriale du prieuré de Souvigny.
- Claude Billard (1550-1618), né à Souvigny, dramaturge.
- Famille Thibault: plusieurs membres de la famille Thibault, originaire de Cérilly et établie à Souvigny au XVIIe siècle furent des artisans serruriers réputés.
- Jean Joseph Deléage (1734-1811), homme politique, membre du Conseil des Cinq-Cents.
- François Joseph Liénard, né le 10 avril à Feignies (Nord), décédé le 9 juillet 1881 à Souvigny. Engagé volontaire dans l'artillerie, puis gendarme à cheval, il fut nommé lieutenant de gendarmerie et chevalier de la Légion d'honneur le 13 janvier 1852 par Louis-Napoléon Bonaparte (dossier site Léonore).
- Sosthène Patissier (1827-1910), avocat, député de l'Allier (1871-1881), conseiller général du canton de Souvigny (1871-1898) et vice-président du conseil général (1883-1898). Il demeurait à Souvigny, dans sa propriété de L'Églantier, au sud de la commune. Bisaïeul de Gaston Rouillon (1915-2007).
- Albert Minier (1857-1931), industriel, maire de Souvigny et député de l'Allier.
- Jean Després (1889-1980), orfèvre et créateur de bijoux né à Souvigny.
- Gaston Rouillon (1915-2007), né à Souvigny, gravimétricien, alpiniste et explorateur polaire ; directeur scientifique des Expéditions polaires françaises (missions Paul-Émile Victor).
- Luc Arbogast (1975-), chanteur et multi-instrumentiste, habitué de la foire médiévale. Il fut habitant de Souvigny pendant quelques années[35].

### Manifestations culturelles et festivités
- Salon des plantes (3e week-end d'avril).

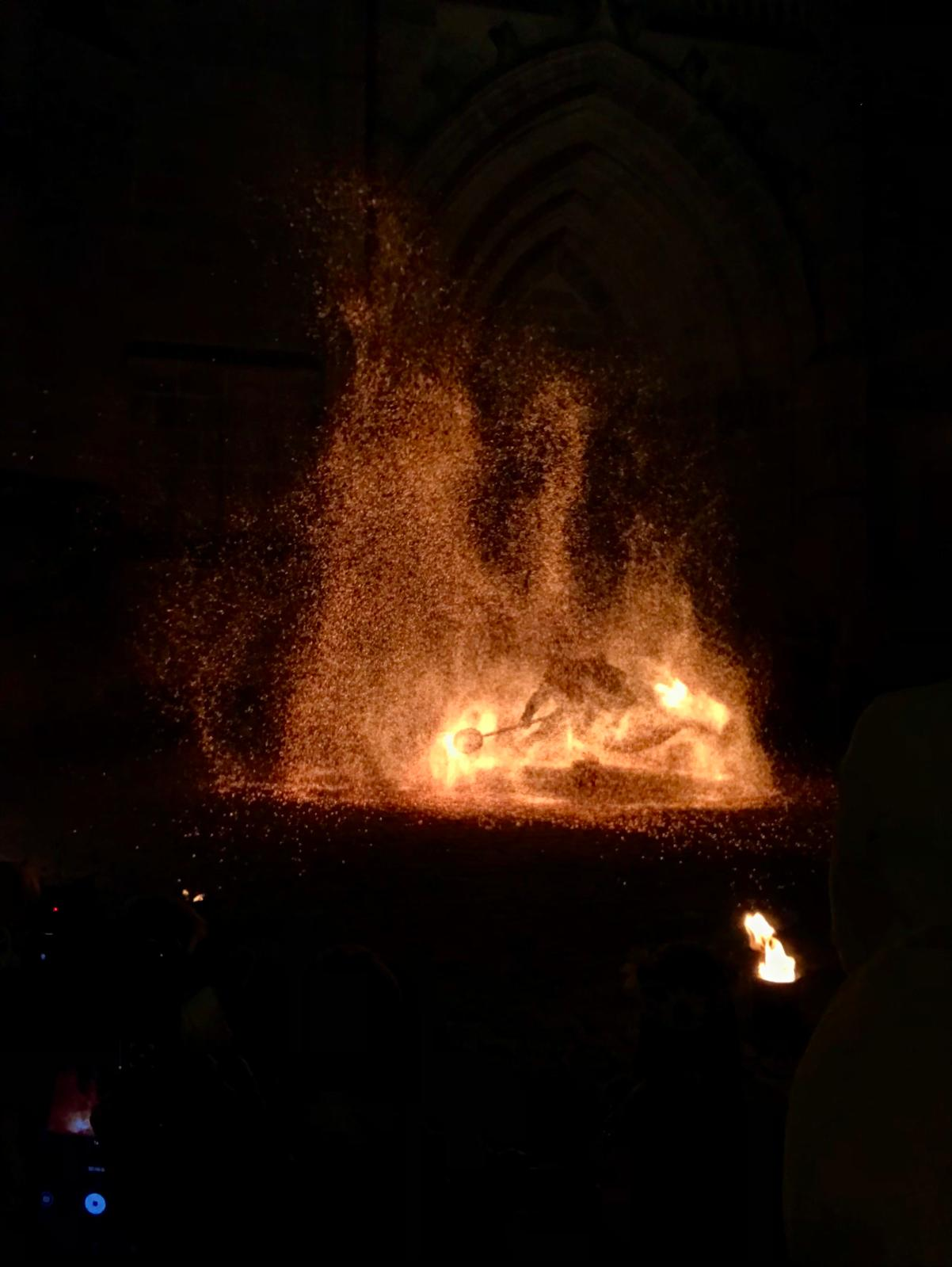
Spectacle de feu à Souvigny pendant la foire médiévale

- Pèlerinage en mai pour la Saint-Mayeul, à laquelle est associé aussi Saint Odilon.
- Une foire médiévale, ou Festival international des troubadours et saltimbanques[36], est organisée chaque été par l'association Souvigny Grand Site. Cet événement regroupe plusieurs dizaines de milliers de visiteurs sur dix jours, entre la fin du mois de juillet et le début du mois d'août[37]. Des troupes de musique, de théâtre, de jonglerie, d'inspiration médiévale, et des reconstitutions médiévales, ainsi que de nombreux exposants et artisans, envahissent la ville de Souvigny. Un service de restauration médiévale est organisé par une centaine de bénévoles. L'événement a fêté ses 25 ans en 2019.
- Journées musicales d'automne de Souvigny : concerts de musique baroque (quatrième week-end de septembre).
- Salon du livre ancien (à la mi-novembre).
- Expositions et manifestations culturelles aux Ateliers du Chapeau Rouge, association d'artistes qui propose des expositions thématiques notamment les Bancs Poèmes (années impaires).

### Héraldique
| Blason de Souvigny | Blason  | D’azur à la clé contournée d’or senestrée d’une épée haute d’argent garnie aussi d’or.                                         |
| Blason de Souvigny | Détails | Délibération du conseil municipal du 25 mars 1997. Approbation de la Commission nationale d'héraldique en date du 27 mai 1997. |